# Greta Fischer
Greta Fischer (* 19. Januar 1910 in Bautsch, Österreich-Ungarn; † 28. September 1988 in Jerusalem) war eine israelische Pädagogin und Sozialarbeiterin österreichisch-jüdischer Herkunft.

## Leben
Greta Fischer wuchs mit fünf älteren Geschwistern in einer deutschsprachigen Familie im seit 1918 tschechoslowakischen Budišov auf. Ihre Eltern waren der Tierarzt Leopold Fischer und Ida Fischer, geborene Mayer. Mit 20 Jahren ging Greta Fischer ins Ausland, zunächst in die Schweiz, wo sie als Reitlehrerin tätig war. Später absolvierte sie eine Ausbildung zur Kindergärtnerin und arbeitete als Kindermädchen in der Nähe von Lemberg in Polen. Sie war von 1936 bis 1938 Kindermädchen in Paris. 1939 wanderte sie rechtzeitig mit drei Geschwistern nach London aus, die zwei anderen Geschwister entkamen nach Palästina. Ihre Eltern blieben in der Tschechoslowakei und wurden 1943 im KZ Treblinka von den Nazis ermordet. Fischer arbeitete in London als Kindermädchen, später als Kindergärtnerin in verschiedenen Einrichtungen für kriegstraumatisierte Kinder. Von der Psychoanalytikerin Anna Freud erlernte sie dort die traumatherapeutische Arbeit mit Kindern.
Im Juni 1945 ging Fischer nach München, wo sie als eine der freiwilligen Helferinnen des UNRRA-Teams im Kinderzentrum Indersdorf tätig war. Sie kümmerte sich um die traumatisierten Kinder, indem sie
Verständnis für ihre Situation zeigte und ihnen mit viel Zuneigung bei der Wiedereingliederung ins Leben half. Im September 1945 wurde sie zum Principal Welfare Officer (leitende Sozialarbeiterin) befördert. 1948 verließ sie Indersdorf, um eine Gruppe von Kindern nach Kanada zu begleiten und sie bei ihrer Integration zu unterstützen. Anschließend absolvierte sie ein Studium zur Sozialarbeiterin und arbeitete danach mit autistischen Kindern in Montreal. Im Juli 1965 ging sie nach Israel, wo sie in Jerusalem Aufbau und Leitung der Sozialarbeitsabteilung des Hadassah-Klinikums übernahm. Mit 70 Jahren fand sie die Zeit, um ihre persönlichen Erfahrungen,
die sie im Kloster Indersdorf gemacht hatte, zu sammeln und aufzuschreiben. 1988 starb sie auf einem Busbahnhof in Tel Aviv an einem Herzinfarkt. Fischers Nichte spendete 1992 ihre Sammlung, darunter 127 Fotos vertriebener Kinder, dem United States Holocaust Memorial Museum.
Seit 2011 gibt es in Dachau eine Greta-Fischer-Schule (Förderschule) zu Ehren Greta Fischers. 2012 erhielt Greta Fischer einen Gedenkstein in ihrer Heimatstadt Budišov.